# Йордан Камджалов
Йордан Камджалов — видатний болгарський диригент, володар трьох міжнародних премій. Він також визнаний одним із найвидатніших музичних диригентів в Болгарії.

## Біографія
Йордан Камджалов здобув освіту в галузі диригування в Національній музичній академії імені професора Панчо Владигерова в Софії під керівництвом професора Василя Казанджієва (1999—2003). Він також продовжив своє навчання в Академії музики Ганса Ейслера в Берліні (2003—2009) та в Міжнародній академії диригентів Allianz–Philharmonia з Лондонським філармонічним оркестром (2010—2012) тощо.
Йордан спеціалізується на вивченні та викладанні методів видатних диригентів, таких як П'єр Булез, Есса-Пекка Салонен, Саймон Реттл, Зубін Мета, Сейдзі Озава, Курт Мазур, Лорін Маазель, Девід Зінман, Даніель Баренбойм, Пітер Йотвіош, Бернард Хайтінк, Йорма Панула.

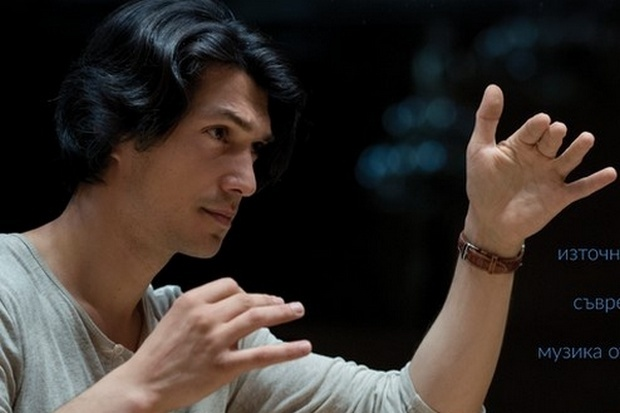

## Нагороди
- 1998 р . — спеціальний приз на конкурсі «Молоді музичні таланти» (Болгарія)
- 2007 — фіналіст Міжнародного конкурсу молодих диригентів у Безансоні, Франція
- 2009 — Deutsche Bank Stiftung — Akademie Musiktheater Heute
- 2009 р. — перша премія на 4-му Міжнародному конкурсі диригентів Йорми Панули у Фінляндії.
- 2009 — нагорода за винятково високі мистецькі досягнення від Berliner Akademie der Künste
- 2010 — третя премія на Третьому міжнародному конкурсі диригентів імені Густава Малера в Бамберзі, Німеччина
- 2010 — номінація на «Кращий оперний диригент року» Німецького радіо (Dradio — Fazit)
- 2012 — Премія «Музикант року 2011» від БНР
- 2013 — номінація Opernwelt у категорії «Найкраща вистава» за прем'єру опери «Діоніс» Вольфганга Рема в Opera Heidelberg
- 2014 — «Приз музичних критиків» від журі 24-го Центральноєвропейського музичного фестивалю
- 2015 — почесна нагорода «Посол болгарської культури у світі» від Superbrands Network